# Université d'État de Campinas
L'université d'État à Campinas (en portugais, Universidade Estadual de Campinas - UNICAMP) est une université publique de l'État de São Paulo, au Brésil, créée en 1966. Selon le « Times Higher Education-Latin America University Rankings 2017 », UNICAMP est la 1re en Amérique latine (suivie de l'université de São Paulo en 2e).
En 2006 l'université, qui a décerné 16 000 diplômes, a environ 39 000 étudiants ainsi que 1 800 enseignants.
À l'UNICAMP, l'enseignement et la recherche sont assurés par 20 collèges et instituts : médecine, soins infirmiers, orthophonie, pharmacie, médecine dentaire, biologie, éducation physique, chimie, physique, mathématiques (pures et appliquées), statistiques, sciences informatiques, ingénierie et génies (automatique, chimie, alimentaire, électrique, informatique, mécanique, civil et agricole), architecture, géographie, géologie, économie, arts, musique, communications sociales, littérature, linguistique, philosophie, histoire et sciences sociales.
Son campus principal est situé dans le quartier Barão Geraldo, à 10 km du centre-ville de Campinas, avec d'autres campus à Limeira et Piracicaba.

## Doyens

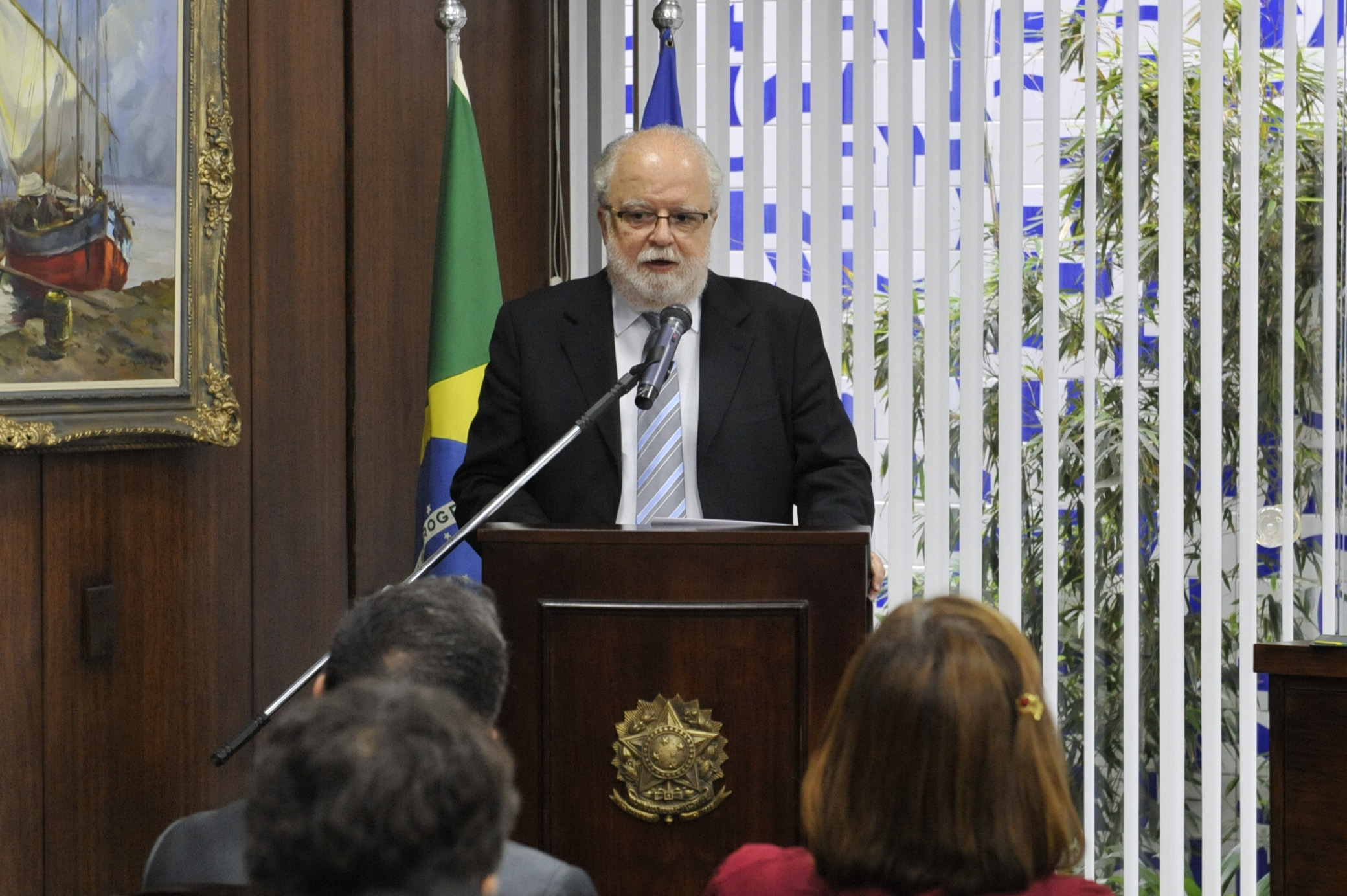
L’ancien recteur José Tadeu Jorge.

Le doyen est choisi par le gouverneur de l'État de São Paulo, dans une liste de trois candidats élus par la communauté universitaire.
1. Zeferino Vaz (1966–1978)
2. Plínio Alves de Moraes (1978–1982)
3. José Aristodemo Pinotti (1982–1986)
4. Paulo Renato Costa Souza (1986–1990)
5. Carlos Vogt (1990–1994)
6. José Martins Filho (1994–1998)
7. Hermano Tavares (1998–2002)
8. Carlos Henrique de Brito Cruz (2002–2005)
9. José Tadeu Jorge (2005–2009)
10. Fernando Ferreira Costa (2009–2013)
11. José Tadeu Jorge (2013–2017)
12. Marcelo Knobel (2017–2021)
13. Antonio José de Almeida Meirelles (depuis 2021)

## Personnalités liées à l'université

### Professeurs
- Mariza Corrêa, anthropologie.